# Thomas Holenstein
Thomas Holenstein (San Galo, 7 de febrero de 1896 –  Muralto, 31 de octubre de 1962) fue un político suizo, miembro del Partido Demócrata Cristiano.
Fue Consejero Federal de 1955 a 1959 y Presidente de la Confederación Suiza en 1958.

## Biografía
Era hijo de Thomas, abogado de San Galo. En 1932, tras finalizar sus estudios de Derecho en la Universidad de Berna, pasó a trabajar en el despacho de abogados de su padre. Su carrera política comenzó en 1927, cuando fue elegido miembro del consejo municipal de San Galo. De 1930 a 1935 fue presidente de los Jóvenes Conservadores del cantón de San Galo. Fue miembro del Gran Consejo de San Galo de 1936 a 1954. Como Consejero Nacional (de 1937 a 1954, y presidente en 1952), fue miembro de las comisiones de gestión y de plenos poderes. Como parlamentario, se distinguió por sus posiciones federalistas y antiestatistas. Fue presidente del grupo parlamentario católico conservador en la Asamblea Federal desde 1942 hasta su elección al Consejo Federal, ocurrida el 16 de diciembre de 1954.
Fue el primer Consejero Federal católico conservador de un cantón tradicionalmente poco significativo para el partido, y el primer democristiano en dirigir el Departamento Federal de Economía Pública. Prestó especial atención a las cuestiones de política exterior y agrícola. En 1958, Suiza se adhirió provisionalmente al Acuerdo General sobre Aranceles Aduaneros y Comercio (GATT). En aquella época se formó la Comunidad Económica Europea (CEE), lo que impulsó al Consejo Federal a apostar por la unión de los Estados no miembros de la CEE dentro de la Asociación Europea de Libre Comercio (AELC).
El 20 de noviembre de 1959 anunció su dimisión del gobierno debido a graves problemas de salud. Falleció en Muralto el 31 de octubre de 1962.